# Pagny-lès-Goin
Pagny-lès-Goin – miejscowość i gmina we Francji, w regionie Grand Est, w departamencie Mozela.
Według danych na rok 1990 gminę zamieszkiwało 108 osób, a gęstość zaludnienia wynosiła 21 osób/km² (wśród 2335 gmin Lotaryngii Pagny-lès-Goin plasuje się na 937. miejscu pod względem liczby ludności, natomiast pod względem powierzchni na miejscu 998.).